# Чарторыйский, Иван Васильевич
Ива́н Васи́льевич, князь Чарторыйский (ум. около 1460) — государственный и военный деятель Великого княжества Литовского. Один из ближайших соратников Свидригайло Ольгердовича в 1440—1452 годах.

## Биография
Иван Васильевич был одним из тех главных сторонников Свидригайло, на которых тот опирался с самого начала и до конца своего правления на Волыни.
Иван Васильевич и его брат Александр, предприимчивые и амбициозные князья, пользующиеся большим авторитетом при дворе Великого княжества Литовского и в стране, воспользовались общим недовольством, вызванным автократическими действиями великого князя Сигизмунда, и решили свергнуть его и восстановить на престоле своего дядю Свидригайло, или же, в случае удачи, захватить верховную власть для себя.
Зачинщики переворота заручились поддержкой нескольких князей и литовских дворян и убили Сигизмунда в 1440 году. Иван Чарторыйский захватил Трокский замок и находившуюся там великокняжескую сокровищницу. Его замыслам по захвату Вильны помешали Гаштольд со своими сторонниками, которые возвели на трон младшего сына Ягайло Казимира, который начал преследование Ивана и других представителей рода Чарторыйских.
Иван же не раскаялся и не отдал Троки до тех пор, пока не получил гарантий полной амнистии. Несмотря на полученные гарантии, в 1445 году над ним дважды проходил суд во Львове. Иван добился у польского короля Владислава III подтверждения своей безопасности и, используя помощь русских князей в Польше, получил в 1442 году привилегии данные в Буде (Венгерское королевство), впоследствии подтвержденные королём Сигизмундом II Августом в 1569 году.
В 1452 году после смерти Свидригайло князь Иван Чарторыйский поддержал переход Луцкой земли в состав литовских великокняжеских владений. Получил во владение от великого князя литовского Казимира Ягеллончика половину Трубчевского княжества в 1450-х годах.